# تشارلز كانينغ، إيرل كانينغ الأول
تشارلز كانينغ، إيرل كانينغ الأول، (14 ديسمبر 1812 - 17 يونيو 1862)، رجل دولة بريطاني والحاكم العام للهند أثناء التمرد الهندي عام 1857، وأول نائب لملك الهند بعد نقل السلطة من شركة الهند الشرقية إلى تاج الملكة فيكتوريا عام 1858 بعد القضاء على التمرد.
يُنسب إلى كانينغ ضمان عمل الإدارة ومعظم مؤسسات الحكومة بشكل طبيعي أثناء التمرد واتخاذ قرارات إدارية رئيسية حتى خلال ذروة التمرد في عام 1857، بما في ذلك إنشاء أول ثلاث جامعات حديثة في الهند، جامعة كلكتا، جامعة مادراس وجامعة بومباي. أقر كانينغ قانون زواج الأرامل الهندوس لعام 1856 والذي صاغه اللورد دالهوزي قبل التمرد. كما أصدر قانون التجنيد في الخدمة العامة لعام 1856.
بعد التمرد، ترأس عملية نقل وإعادة تنظيم سلسة للحكومة من شركة الهند الشرقية إلى التاج، صاغ قانون العقوبات الهندي في عام 1860 بناءً على القانون الذي صاغه ماكولاي ودخل حيز التنفيذ عام 1862. تعامل كانينغ مع التمرد بحزم وثقة وشهامة وهدوء حسب كاتب سيرته. كان كانينغ حازمًا جدًا أثناء التمرد، لكن بعد ذلك ركز على المصالحة وإعادة الإعمار بدلًا من الانتقام وأصدر إعلان الرأفة.

## خلفيته
وُلد كانينغ في غلوستر لودغ، برومبتون، بالقرب من لندن، وكان أصغر أبناء جورج كانينغ وجوان، فيسكونتيس كانينغ، ابنة اللواء جون سكوت، والمعروف لدى العائلة والأصدقاء باسم كارلو. تلقى تعليمه في كرايست تشيرش، أكسفورد، حيث تخرج بدرجة البكالوريوس عام 1833، كانت الدرجة الأولى في الكلاسيكيات والدرجة الثانية في الرياضيات.

## المهنة السياسية

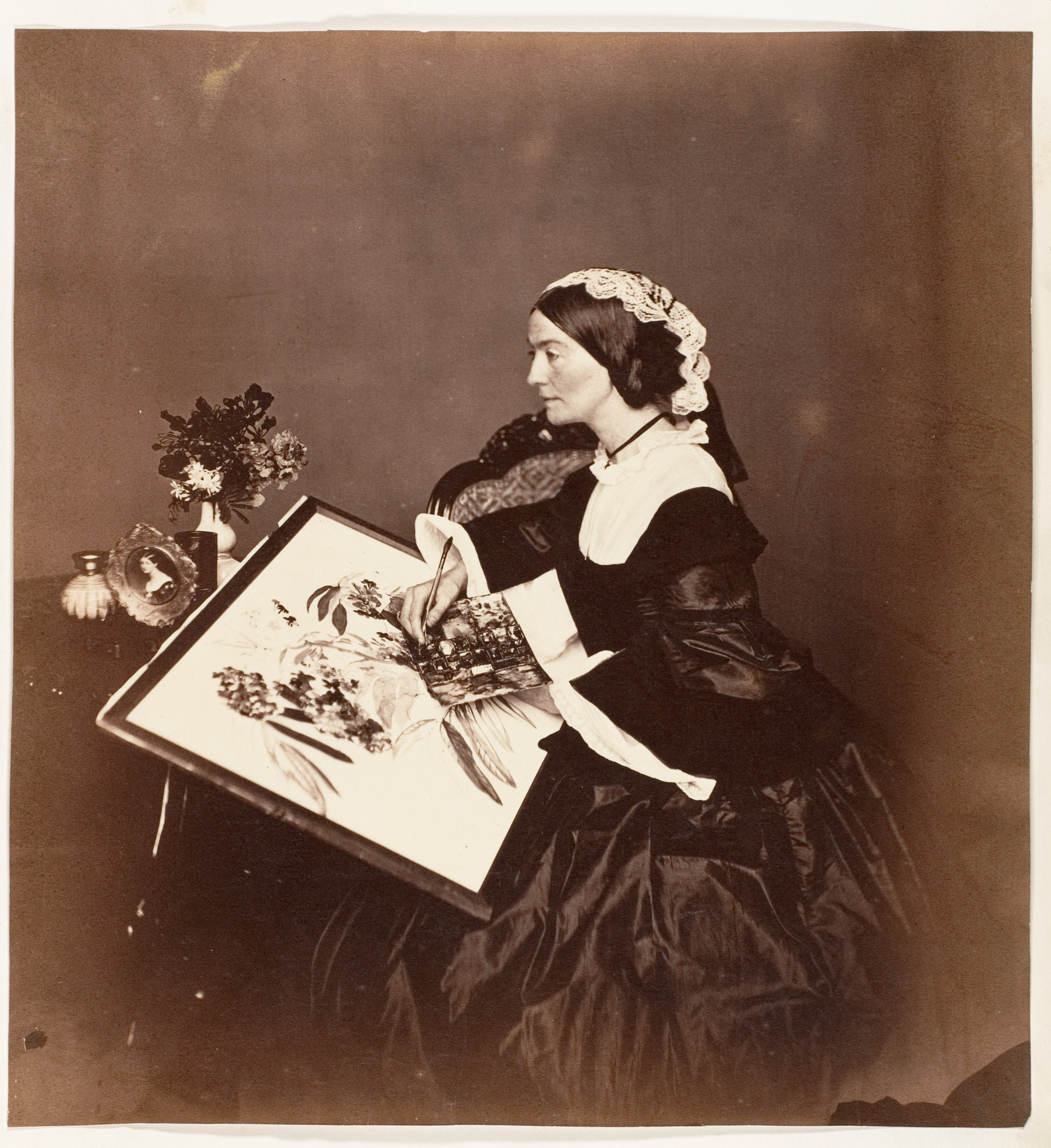
زوجته كونتيسة كانينج

دخل كانينغ البرلمان عام 1836، وعاد كعضو في بلدة وارويك لصالح المحافظين. ومع ذلك، لم يبق طويلًا في المجلس، لأنه بعد وفاة والدته في عام 1837، تولى منصب النبلاء ودخل بيت اللوردات. كان أول تعيين رسمي له هو نائب وزير الخارجية البرلماني للشؤون الخارجية، في الإدارة التي شكلها السير روبرت بيل في عام 1841، وكان رئيسه إيرل أبردين. شغل هذا المنصب حتى يناير 1846؛ ومن يناير إلى يوليو من ذلك العام، عندما تفككت إدارة بيل، شغل اللورد كانينغ منصب المفوض الأول.
خدم في الهيئة الملكية بالمتحف البريطاني (1847-1849) ورفض قبول المنصب تحت حكم إيرل ديربي؛ ولكن عند تشكيل وزارة الائتلاف بقيادة إيرل أبردين في يناير 1853، حصل على منصب مدير عام البريد. في هذا المكتب، أظهر قدرة كبيرة على العمل الجاد بالإضافة إلى القدرة الإدارية العامة والكثير من الحماس لتحسين الخدمة. احتفظ بمنصبه في وزارة اللورد بالمرستون حتى يوليو 1855، نتيجة لمغادرة اللورد دالهوزي وتوفر منصب الحاكم العام للهند، اختاره اللورد بالمرستون لينجح في هذا المنصب العظيم. يبدو أن هذا التعيين استند بشكل أساسي على خدمات والده العظيمة أكثر من أي شيء آخر. أبحر الحاكم الجديد من إنجلترا في ديسمبر 1855 وبدأ مهامه في مكتبه في الهند في نهاية فبراير 1856.
بدأ التمرد الهندي في السنة التي تلت توليه المنصب عام 1857. كان لديه نظرة واضحة لخطورة الموقف، وحكمًا هادئًا وسريًعا للقيام بما هو ضروري حقًا. لقد حمل الإمبراطورية الهندية بأمان خلال الضغوط، وتعامل بحكمة مع الصعوبات الهائلة التي نشأت في نهاية الحرب.